# Сулейманян, Андраник Грантович
Шаблон:ABJ
Андраник Грантович Сулейманян (арм. Անդրանիկ Հրանտի Սուլեյմանյան) — российский путешественник и психолог, публицист, кандидат психологических наук, член Русского географического общества, Главный редактор и учредитель «Всемiрного путешественника» — одного из старейших Российских журналов, возрождённого по его инициативе в 2006 г.. Доцент Университета Мировых Цивилизаций. Совершил девять путешествий по странам Латинской Америки. Член Международной федерации журналистов и Ассоциации исследователей ибероамериканского мира.

## Биография
Родился в семье кандидата физико-математических наук Гранта Сулейманяна и доктора медицинских наук Норы Григорьян.
Окончил факультет психологии МГУ им. М. В. Ломоносова. В течение десяти лет работал в отделе эргономики государственного НИИ гражданской авиации.
- В 1991—2001 годах — преподаватель Московского областного института управления и права.
- В 1997-2003 года преподаватель института повышения квалификации врачей.
- В 2001 года — 2019 — доцент кафедры педагогической психологии МГППУ.
- С 2022 — доцент Московского психолого-социального университета
- С 2024 - доцент Университета Мировых Цивилизаций
- Читал спецкурс по этнопсихологии на факультете ФПО МГУ им. М. В. Ломоносова в 2013—2015 г.г.

## Научная деятельность

### Научные интересы
В круг научных интересов входит:
- Психологическая антропология;
- Психология больших групп;
- Психология религии;

Читает учебные курсы по педагогической антропологии и этнопсихологии.

### Публикации
Работы Сулейманяна репортажи публиковались в журналах «Вокруг света», «Всемирный путешественник» и многих других. Автор нескольких десятков работ, среди которых:
- Ритуал как средство формирования произвольности действий // Психологическая наука и образование. 2001. № 2.
- Ритуал как средство формирования произвольности действий // Материалы научно-практической конференции «Проблемы психологии XXI века глазами молодых ученых». — М. 2002. — с. 157.
- К вопросу об индоевропейской прародине // Вестник РАН. 1999. № 2.
- О «языке дымов» бушменов // Человек. 2000. № 1.
- Два дня в краю Камауэто // Латинская Америка. 2002. № 12.
- Земля Огня // Путешествие Вокруг Света. 2002. № 5.
- Больше, чем игра // Литературная газета. 1999. № 49.
- Там, где кончается ойкумена // Российская Академия Наук, «Латинская Америка», 2004. № 9.1.
- Опыт экспериментального изучения развития произвольности изобразительной деятельности дошкольников в условиях игры-сказки. Журнал: Психологическая наука и образование (№ 3/2003)
- Происхождение искусства: к вопросу о смены парадигмы. печатная Альманах научного архива психологического института им. Л. Г. Щукиной. Челпановские чтения 2006/2007. М., 2007 г.
- Этнописихология и Этнопедагогика. Хрестоматия. печатная М., МГППУ, 2008 г.
- Классическое наследие основа инноваций в современном российском образовании. Статья Печатная Сб. материалов IV Всесоюзного съезда психологов Образования., М., 2008 г.
- Миф и ритуал как теоретические вопросы современной психологии. Тезисы для Международного Конгресса в Пекине. Тезисы печатная Программа международного конгресса, Пекин, 2004 г. психологии // Сб. тезисов 28-го международного психологического конгресса (Пекин, Китай, 8-13 Авг. 2004 г.)
- Problem of the persons identity in the modern world. Тезисы. печатная Программа международного конгресса ISCAR, Севилья, 2005 г.
- О телепатии Статья печатная Москва РИП холдинг 2003, / Проблемы медиапсихологии-2. с. 96-103
- Девять доказательств творения. Брошюра печатная Москва: Радуница, 2004